# B.T.
BT, fino al 2012 B.T., è un quotidiano di tipo tabloid danese fondato nel 1916 e con sede a Copenaghen. Appartiene alla società di media danese Berlingske Media, che a sua volta fa parte del Gruppo Mecom.
Berlingske Media pubblica, tra l'altro, il quotidiano conservatore Berlingske (fino al 2011 Berlingske Tidende) dalle cui iniziali deriva il nome del tabloid. B.T. è stato fondato come alternativa conservatrice al tabloid Ekstra Bladet, pubblicato dal 1904. Insieme, questi due giornali costituiscono i maggiori esponenti della stampa scandalistica danese. Dall'avvento dei giornali gratuiti e di Internet, la diffusione è notevolmente diminuita, così come quella del concorrente Ekstra Bladet ma i due giornali si differenziano dai giornali gratuiti nella presentazione (alta proporzione di immagini) e nei contenuti.
Il sito web bt.dk è visitato da oltre 1,1 milioni di utenti Internet ogni mese, il che lo rende uno dei più grandi portali di notizie in Danimarca.